# Psychotria bakossiensis
Espèce
Psychotria bakossiensis est une espèce d'arbres de la famille des Rubiaceae et du genre Psychotria, endémique du Cameroun.

## Étymologie
Son épithète spécifique fait référence aux monts Bakossi, une chaîne montagneuse au sud-ouest du Cameroun.

## Description
Il peut atteindre une hauteur de 5 mètres et il se rencontre au Cameroun. Son habitat se situe dans les forêts de persistants submontagnards, à une altitude variant entre 1 100 et 1 500 mètres. On le trouve sur les monts Bakossi et le mont Koupé.
Les fleurs sont de couleur blanche.
Les feuilles sont blanches-vertes, brillantes dessous.